# Aegialia comis
Aegialia comis  (лат.) — вид жуков из подсемейства пескожилов семейства пластинчатоусых. Распространён на юге Приморского края, Сахалине, Кунашире, Корейском полуострове, и в Японии (Хоккайдо, Хонсю). Длина тела имаго 2,8—4,5 мм. Жуки чёрные; на наличнике имеется широкая кайма.